# Bataille de Zărnești
Grande guerre turque
Batailles
- Vienne
- Párkány
- Vác
- Buda (1)
- Érsekújvár
- Eperjes (en)
- Kassa
- Buda (2)
- Pécs
- Mohács
- Crimée (1)
- Belgrade (1)
- Batočina (en)
- Crimée (2)
- Niš
- Zărnești
- Kačanik
- Mytilène (en)
- Belgrade (2)
- Slankamen
- Belgrade (3)
- Îles Inousses
- Chios
- Zeytinburnu
- Azov
- Lugos
- Andros (1)
- Ulaş
- Cenei (en)
- Andros (2) (en)
- Zenta
- Podhajce
- Samothrace

La bataille de Zărnești, livrée le 11 août 1690 près du village de Zărnești en Transylvanie (aujourd'hui en Roumanie), a opposé les forces alliées de Transylvanie et du Saint-Empire aux forces de l'Empire ottoman, alliées aux Tatars, Valaques et Kurucs. 
À cette époque, l'opposant à la couronne des Habsbourg Imre Thököly souhaite prendre le contrôle politique de la Transylvanie. Allié aux Turcs, il mène entre 1686 et 1688 plusieurs campagnes militaires infructueuses pour s'emparer de la couronne de Transylvanie. En 1690, il organise une nouvelle campagne militaire avec l'appui du Sultan qui lui offre pour l'occasion le commandement d'une armée de 16 000 hommes (la plupart ottomans, tatars, roumains et avec quelques kurucs) avec laquelle il pénètre en Transylvanie. 
Lors de la bataille de Zărnești qui eut lieu près du village du même nom, il défait l'armée du Saint-Empire et de Transylvanie. Fort de cette victoire, il convoque une diète à Cristian (aujourd'hui dans le Județ de Sibiu en Roumanie) et cette dernière l'élit Prince de Transylvanie. Cependant, il ne parviendra pas à s'imposer sur le reste du territoire et conservera avec grande peine ses conquêtes territoriales jusqu'à se voir obligé de quitter la Transylvanie un an plus tard en 1691.